# Fritz Korbach
Fritz Korbach (* 18. Juli 1945 in Diez; † 14. August 2011 in Leeuwarden, Niederlande) war ein deutscher Fußballtrainer. Bekannt wurde er vor allem in den Niederlanden, wo er elf verschiedene Teams betreute.

## Spielerkarriere
Als Spieler war Korbach für die niederländischen Amateur-Vereine ZSC Patria aus Zeist und SV Baarn aus Baarn aktiv.

## Trainerkarriere
1970 wurde Korbach mit 25 Jahren Assistent von Bert Jacobs beim neu gegründeten Verein FC Utrecht. Zuvor war er bereits seit 1968 Co-Trainer beim Vorgängerverein USV Elinkwijk. Seinen ersten Cheftrainerposten hatte der Fußballlehrer beim WVV Wageningen, welchen er zwischen 1973 und 1977 betreute. Schließlich zog es ihn 1977/78 zu PEC Zwolle. Gleich im ersten Jahr bei Zwolle stieg Korbach mit dem Team in die Eredivisie auf. Im ersten Jahr in der höchsten Spielklasse der Niederlande erreichte das Team den achten Platz. Dies ist die bis heute beste Platzierung in der Geschichte des Vereins. Insgesamt wurden 32 Punkte (2-Punkte-Regel) in dieser Saison erspielt – nur 2002/03 wurde diese Punkteanzahl nochmal erreicht, aber nicht übertroffen (trotz 3-Punkte-Regel).
Korbach hielt den Verein regelmäßig von den Abstiegsplätzen fern, ehe er für die Spielzeit 1982/83 vom FC Volendam verpflichtet wurde. Mit Volendam sollte er den Aufstieg aus der Eerste Divisie schaffen. Mit Platz zwei in der Liga wurde dieses Ziel erreicht. Trotzdem trennten sich die Wege zwischen Verein und Trainer wieder. Der niederländische Traditionsverein FC Twente lockte Korbach daraufhin im Sommer 1983 nach Enschede. Twente war im Vorjahr abgestiegen und wollte den sofortigen Wiederaufstieg, den Korbach möglich machte. Sofort führte er die Mannschaft im Jahr darauf auf Platz acht. Nach einem weniger erfolgreichen Jahr 1985/86 wurde das Arbeitsverhältnis wieder gelöst. Der SC Cambuur-Leeuwarden sicherte sich schließlich Korbachs Dienste als Cheftrainer. Nachdem er das Team 1986/87 noch vor dem Abstieg aus der zweiten Liga rettete, führte er sich im Folgejahr auf Platz zwei in der Eerste Divisie.
Korbach blieb ein weiteres Jahr und unterzeichnete für 1988/89 bei Go Ahead Eagles Deventer. Wie schon bei vielen Vereinen zuvor, hatte er erneut die Aufgabe, den Klub in die Erstklassigkeit zu führen. Nach weniger als zwei Jahren ohne Erfolge, wurde er im Februar von Interimstrainer Henk ten Cate abgelöst. Doch mit dem SC Heerenveen fand sich schnell eine neue Aufgabe für den deutschen Fußballlehrer. Obwohl nur der 16. Platz in der zweiten niederländischen Liga erreicht wurde, stieg der Verein in die Eredivisie auf. Allerdings erfolgte der sofortige Wiederabstieg. 1991/92 wurde das Team zwar dritter in der Eerste Divisie, womit sie den Aufstieg allerdings knapp verpassten. Korbach wurde daher im Oktober 1992 von Foppe de Haan abgelöst. Nach genau zehn Jahren zog es den Trainer im November wieder zum FC Volendam, blieb trotz eines guten sechsten Platzes in der Eredivisie aber nur ein Jahr, nachdem er schlecht in die Folgesaison startete.
Im Oktober 1993 unterzeichnete Korbach ein zweites Mal beim SC Cambuur-Leeuwarden und blieb für zwei Jahre bei dem Nord-Niederländischen Klub. Nach dem Abstieg 1994, schaffte man es 1995 nicht wieder in die erste Liga. Zwischen November 1995 und Dezember 1998 betreute er den VBV De Graafschap Doetinchem in der Eredivisie. Mit Platz sieben 1997 wurde dabei die beste Klubplatzierung in der ersten Liga erspielt. 1999 übernahm Korbach das Traineramt bei Heracles Almelo. Nach zwei Jahren dort, gönnte er sich von 2001 bis 2003 eine Pause, ehe Sparta Rotterdam sich die Dienste des Trainers sicherte. Dort sollte Korbach den Abstieg aus der Eredivisie verhindern. Der Trainer blieb aber nur zwei Tage. Grund dafür war, dass ihm sein Arzt zur Stressvermeidung riet und Korbach bereits nach zwei Trainingseinheiten den Job wieder kündigte.
Zur Spielzeit 2003/04 leitete er die Geschicke beim niederländischen Amateurverein ROHDA Raalte. Im Sommer 2005 wagte er erstmals den Schritt, ein Team außerhalb der Niederlande zu trainieren. Der indonesische Klub PSM Makassar lockte den Deutschen nach Asien. Dort erhoffte man sich unter seiner Leitung den Gewinn der Indonesia Super League. Dieser blieb aber aus und Korbach zog es wieder in die Niederlande. Am 26. Oktober 2006 löste er Pieter Bijl beim unterklassigen Verein Harkemase Boys ab. Nach kurzer Zeit war aber auch dieses Kapitel wieder beendet.

## Erfolge
- Aufstieg in die Eredivisie mit SC Heerenveen, FC Twente, FC Volendam, WVV Wageningen, PEC Zwolle

## Privat
Bei dem leidenschaftlicher Raucher von Zigarillos wurde im Januar 2011 Kehlkopfkrebs diagnostiziert. Behandlungen durch Operation, Chemo- und Strahlentherapie blieben erfolglos. Nachdem ihm seine Ärzte Anfang August 2011 noch einige Monate Lebenserwartung in Aussicht stellten, starb er am 14. August 2011 an den Folgen eines Herzinfarkts.